# Fusillade au siège social de YouTube
La Fusillade au siège social de YouTube est une fusillade survenue le 3 avril 2018 au siège social du site de partage de vidéos YouTube à San Bruno, en Californie, au États-Unis. Vers 12h46, Nasim Najafi Aghdam, une femme âgée de 39 ans, a pénétré dans un parking, et est arrivée dans une cour du campus armé d'un pistolet semi-automatique Smith & Wesson 9 mm.
Tout au long de la fusillade, Aghdam a blessé trois personnes dont une grièvement, avant de se suicider d'une balle dans le cœur.

## Fusillade
Le 3 avril 2018, a 1h40, la police de Mountain View rencontre Nasim Najafi Aghdam, qui dort dans sa voiture dans un parking, 20 minutes plus tard, la police contacte sa famille. Plus tard dans la matinée, Aghdam se rend à un champ de tir, puis, en début d’après-midi, Aghdam s’est garée sur un terrain à côté du campus de San Bruno de YouTube et est entrée dans la zone de stationnement de l’entreprise.
À partir de 12h46, la police de San Bruno a été alertée d'une fusillade au siège de YouTube. À 12h48, les premiers policiers arrivent au 901 Cherry Ave, lieu de la fusillade. Enfin, à 13h04, une victime grièvement blessé par balle est transportée du siège de YouTube et emmenée à l’hôpital général Zuckerberg San Francisco. Les deux autres victimes blessées par balle sont également emmenées à l’hôpital.
Le porte-parole du San Francisco General Hospital a confirmé que trois patients avaient été pris en charge dans l’établissement, un homme de 36 ans, dans un état critique, une femme de 32 ans, dans un état grave, et une femme de 27 ans.
Signe de la panique qui s’est emparée des salariés au moment des tirs, la quatrième personne s’est blessée à la cheville en fuyant les lieux, a précisé la police.
Lorsque le corps de Nasim Najafi Aghdam a été retrouvé, un rapport du coroner a révélé qu’Aghdam était morte d’une balle auto-infligée au cœur, ne trouvant aucune preuve de drogue ou d’alcool dans son organisme. L'arme utilisée par Aghdam avait une capacité de 10 cartouches.

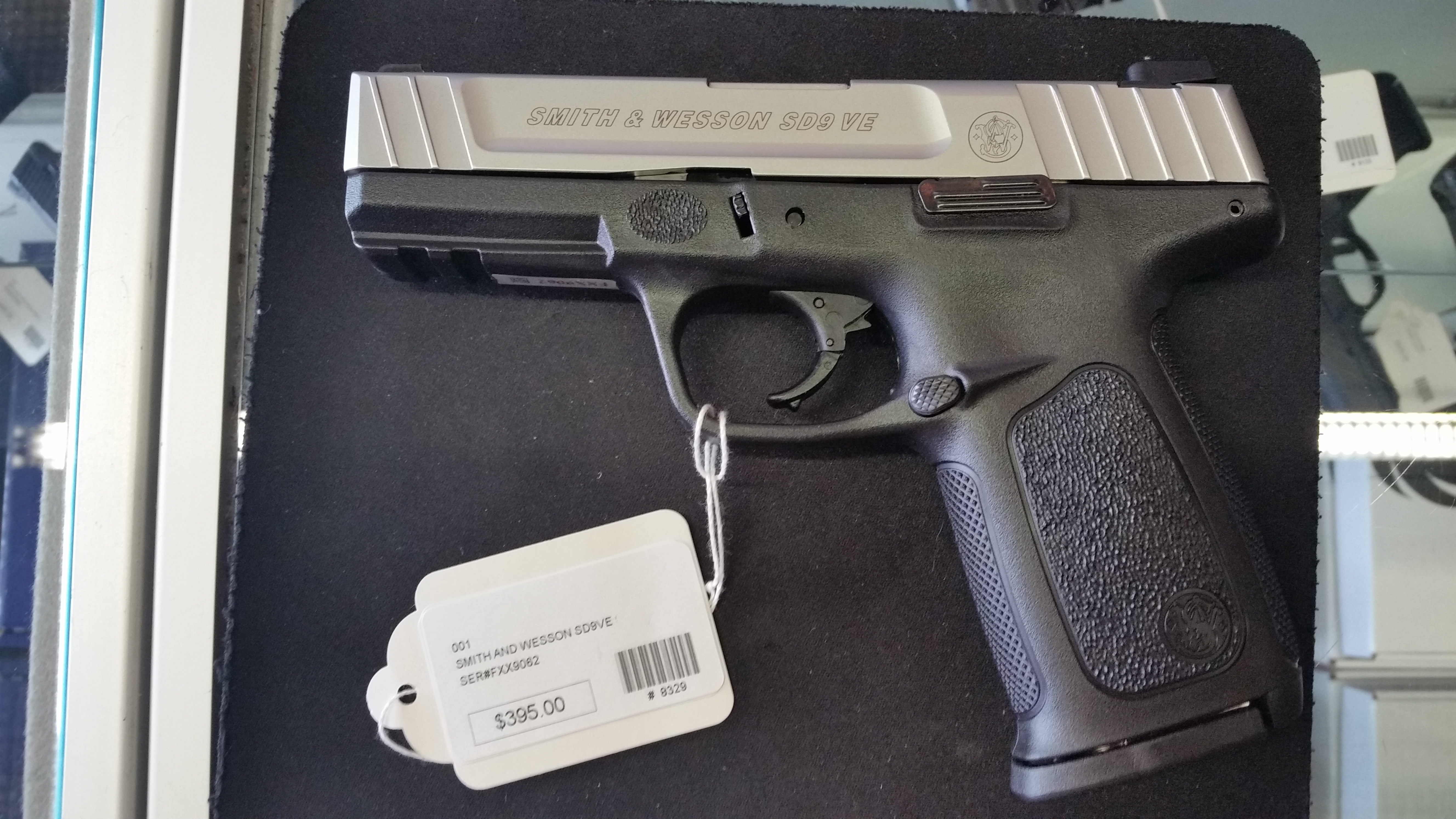
Un pistolet semi-automatique (Smith & Wesson SD9VE) similaire a celui utilisé par Aghdam pendant la fusillade.

## Auteur
L’auteur a été identifié par la police comme étant Nasim Najafi Aghdam (persan : نسيم نجفى اقدم) née le 5 avril 1979 et morte le 3 avril 2018, âgée de 39 ans au moment des faits, d’origine irano-azerbaïdjanaise, issue de la communauté azérie, elle adhérait à la foi bahaïste. Aghdam est née à Ourmia, en Iran, ses parents se sont ensuite rendus en Azerbaïdjan. Elle a immigré aux États-Unis avec sa famille en 1996.
Elle vivait avec sa grand-mère dans le comté de Riverside, en Californie. Militante végan, elle a publié du contenu très varié, l’art manuel, l’exercice et la cruauté envers les animaux.
Ses vidéos allaient des conseils d’exercice physique aux parodies de chansons de Taylor Swift ou Justin Bieber. Quand elle ne faisait pas du sport dans ses vidéos, Nasim Aghdam prônait les vertus du végétarisme, elle se disait végane depuis 2009.
Particulièrement engagée dans la lutte contre la cruauté envers les animaux, elle dénonçait par exemple la corrida, la consommation d’ailerons de requin ou le commerce de la fourrure, et posait souvent en compagnie d’un lapin domestique.
Sur différents sujets sur Facebook, Instagram, Telegram et YouTube en persan, azerbaïdjanais, anglais et turc, son contenu est devenu rapidement viral sur les médias sociaux iraniens. Nasim Aghdam a acheté et enregistré un pistolet semi-automatique Smith & Wesson de 9 mm auprès de The Gun Range San Diego, un marchand d’armes, le 16 janvier 2018.

## Réactions
À la suite de la fusillade, le président américain Donald John Trump a réagi sur la plateforme Twitter :

« Je viens d’être informé de la fusillade au siège de YouTube à San Bruno, en Californie. Nos pensées et nos prières accompagnent toutes les personnes impliquées. Merci à nos phénoménaux agents d’application de la loi et premiers intervenants qui sont actuellement sur les lieux. »

Également, plusieurs dirigeants de la Silicon Valley ont appelé mardi après-midi à un contrôle accru des armes à feu après la fusillade au siège de YouTube :

« Nous ne pouvons pas continuer à réagir à cela, à penser et à prier pour que cela ne se reproduise plus dans nos écoles, nos emplois ou nos lieux communautaires »

— Jack Dorsey, PDG de Twitter Inc ainsi que Square Inc.
Sundar Pichai et Susan Wojcicki, respectivement PDG de Google et YouTube, ont également publié des déclarations mardi tout en évitant le sujet du contrôle des armes à feu :

« Il n’y a pas de mots pour décrire à quel point c’était horrible d’avoir un tireur actif @YouTube aujourd’hui, notre plus profonde gratitude envers les forces de l’ordre et les premiers intervenants pour leur intervention rapide. Nos pensées vont à tous ceux qui ont été blessés et touchés aujourd’hui. Nous nous réunirons pour guérir en famille. »

Le Centre mondial baha'i a condamné la fusillade d’Aghdam et a présenté ses condoléances aux personnes blessées par cet événement. 